# The War of the Jewels
The War of the Jewels (La Guerre des joyaux) est le onzième volume de la série de l'Histoire de la Terre du Milieu. Publié par Christopher Tolkien en 1994, il n'était pas encore traduit en français en 2008. Avec le tome précédent, Morgoth's Ring, il comprend la majeure partie des textes de J. R. R. Tolkien concernant le Premier Âge écrits après l'achèvement du Seigneur des anneaux. Comme son nom l'indique, le livre est centré sur les événements du Beleriand (le nom de Guerre des joyaux désigne la lutte entre les Noldor et Morgoth pour la possession des Silmarils). Ce livre se compose de quatre parties :
- La première est constituée des Annales Grises (The Grey Annals).
- Dans la deuxième, Christopher poursuit l'analyse de la révision du Quenta Silmarillion effectuée dans les années 1950 par son père. Il reproduit en outre plusieurs tables généalogiques, ainsi que la dernière version de la carte du Beleriand.
- La troisième partie se compose de plusieurs textes annexes, dont le principal, Les Errances de Húrin (The Wanderings of Húrin), relate le bref passage de Húrin dans la forêt de Brethil et le chaos qui s'ensuivit. Christopher Tolkien préféra écarter ce texte pour publier le Silmarillion en 1977, car il aurait fallu largement le compresser, ce qui aurait été difficile, et le résultat aurait été beaucoup trop complexe à lire.
- Le texte Quendi et Eldar (Quendi and Eldar) forme la quatrième partie. Il s'agit essentiellement d'un essai linguistique qui analyse les différents noms que les Elfes donnaient à leurs diverses branches.

Dans ce tome, Christopher explique en particulier comment, avec l'aide de l'auteur Guy Gavriel Kay, il construisit le chapitre 22 du Silmarillion, « La Ruine de Doriath », à partir des textes de son père, qui se contredisaient sur de nombreux points. Il admet avoir clairement outrepassé les limites de sa fonction d'éditeur.